# Willa Stefana Dembińskiego w Toruniu
Willa Stefana Dembińskiego w Toruniu – willa znajdująca się przy ul. Szosa Chełmińska 130 na Chełmińskim Przedmieściu w Toruniu.
Została zbudowana w 1923 roku z inicjatywy ppłk Stefana Dembińskiego. Kolejnymi właścicielami willi byli m.in: wiceprokurator Sądu Apelacyjnego w Toruniu Krzysztof Łada-Bieńkowski i prezes Sądu Apelacyjnego w Toruniu Cezary Szyszko. Po II wojnie światowej w budynku mieściły się mieszkania komunalno-kwaterunkowe. 8 listopada 1982 roku budynek przekształcono w Państwowe Przyzakładowe Przedszkole Zakładu Przemysłu Odzieżowego Torpo. W 1983 roku przedszkole ponownie trafiło pod zarząd miasta. W 1993 roku, w ramach reorganizacji placówek oświatowych w Toruniu, przedszkolu nadano numer 6.
Budynek figuruje w gminnej ewidencji zabytków (nr 1999){.